# Ляды (Червенский район)
Ляды́ (бел. Ляды) — агрогородок в Червенском районе Минской области. Центр Ляденского сельсовета.

## Географическое положение
Находится в примерно 24 километрах юго-восточнее райцентра, в 86 километрах от Минска и в 10 километрах от железнодорожной станции Гродзянка по линии Верейцы—Гродзянка, на автодороге Червень—Якшицы.

## История
Населённый пункт впервые упоминается в XVIII веке. Название происходит от славянского термина ляда — участок земли под пашню или сенокос, на котором высекли или выжгли лес или кустарник. После второго раздела Речи Посполитой 1793 года вошёл в состав Российской Империи. На 1795 год село, принадлежавшее К. Завише и относившееся к Игуменскому уезду Минской губернии, здесь был 21 двор и 154 жителя, располагалась деревянная униатская Троицкая церковь, почтовый дом, корчма, панский дом Завиши. По состоянию на 1797 год Ляденская почтовая станция на тракте Игумен—Бобруйск насчитывала 12 лошадей и 6 ямщиков. На 1845 год село входило в состав имения Богушевичи, принадлежавшего Ч. Свенторжецкому. На 1870 год относилось к Якшицкой волости и насчитывало 167 душ мужского пола. На 1886 год в селе было 26 дворов, проживали 220 человек, была православная церковь. Согласно Переписи населения Российской империи 1897 года деревня, насчитывавшая 65 дворов, здесь проживали 377 человек, функционировали церковь, кузница и молочный магазин. Недалеко от деревни также располагалось одноимённое имение, называемое «новая деревня», включавшее 19 дворов и 128 жителей. В 1903 году открыто земское народное училище. У местных крестьян часто случались конфликты с помещиками на почве лесопользования. Так, в ноябре 1905 года группа крестьян под предводительством Василия и Петра Будичей вырубили помещичий лес. В начале XX века в деревне было 70 дворов, проживали 458 человек. На 1917 год деревня Старые Ляды, где было 82 двора и 502 жителя, недалеко располагалась также деревня Ляды Новые, где было 26 дворов, жили 165 человек. С февраля по декабрь 1918 года деревня была оккупирована немцами, с августа по июль 1920 года — поляками. После установления советской власти в 1919 году в деревне открыта рабочая школа 1-й ступени, в которой на 1926 год насчитывалось 124 ученика (72 мальчика и 52 девочки), также при школе работал пункт ликвидации безграмотности для взрослых, была библиотека. 20 августа 1924 года деревня стала центром вновь образованного Старо-Ляденского (Ляденского) сельсовета Червенского района Минского округа (с 20 февраля 1938 года — Минской области). Согласно Переписи населения СССР 1926 года в Старых Лядах насчитывалось 80 дворов, проживали 480 человек. В Новых Лядах было 28 дворов и 156 жителей. В 1929 году в деревне организован колхоз «Красные Ляды», куда на 1932 год входили 30 крестьянских хозяйств. Во время Великой Отечественной войны леса вокруг деревень стали местом ожесточённых боёв, здесь базировалась партизанские бригады «Красное Знамя» и 12-я имени Сталина. В январе 1943 года партизанами 12-й бригады имени Сталина в результате боёв в районе Старых и Новых Лядов был разгромлен немецкий гарнизон, захвачено волостное правление в Старых Лядах. 9 января фашисты в отместку за партизанскую деятельность убили 45 жителей деревни. 66 сельчан из Старых и Новых Лядов погибли на фронтах. Освобождена 2 июля 1944 года. На 1960 год население Старых Лядов составило 367 человек, Новых Лядов — 106 человек, 114 человек проживали также на Ляденской МТС. В 1966 году деревни Старые и Новые Ляды объединены в один населённый пункт — деревню Ляды. В 1967 году на братской могиле жертв фашистов установлен памятник-стела. На 1997 год в Лядах насчитывался 171 дом и 456 жителей.
Здесь располагалась администрация сельсовета, животноводческая ферма, зернодробилка, мастерские по ремонту сельскохозяйственной техники, средняя школа, детский сад-ясли, столовая, больница, аптека, амбулатория, ветеринарный пункт, Дом культуры, отделение связи, сберкасса, магазин, баня, библиотека. На 2024 год в деревне постоянно проживает 144 человека.

## Инфраструктура
На 2013 год в деревне функционировали ООТ «Ляденский», детский сад-средняя школа, Дом культуры, библиотека, амбулатория, два магазина, комплексный приёмный пункт, отделение связи.

## Население
- 1795 — 21 двор, 154 жителя
- 1870 — 167 мужчин
- 1886 — 26 дворов, 220 жителей
- 1897 — 65 дворов, 377 жителей (с учётом д. Новые Ляды — 84 двора, 505 жителей)
- начало XX века — 70 дворов, 458 жителей
- 1917 — 82 двора, 502 жителя (с учётом д. Новые Ляды — 108 дворов, 667 жителей)
- 1926 — 80 дворов, 480 жителей (с учётом д. Новые Ляды — 108 дворов, 636 жителей)
- 1960 — 367 жителей (с учётом д. Новые Ляды и Ляденской МТС — 587 жителей)
- 1997 — 171 двор, 456 жителей
- 2013 — 126 дворов, 302 жителя
- 2024 – 144 жителя